# Весна в Сакені
«Весна в Сакені» (груз. «გაზაფხული საკენში») — радянський художній фільм, знятий на Тбіліській кіностудії в 1950 році за повістю Георгія Гуліа «Весна в Сакені» — про світ абхазького села і його людей, про їхні турботи і прагнення.

## Сюжет
Фільм розповідає про повоєнне життя абхазького села. Кесоу Мірба призначений бригадиром рільничої бригади в селі Сакен. Він хоче отримати хороший урожай кукурудзи на безплідних гірських ділянках. Кесоу впевнений, що цього можна домогтися за допомогою мінеральних добрив, поклади яких є в околицях Сакена. Про це він прочитав у записках одного російського вченого 19-го століття. Деякі селяни не вірять у задум Кесоу і хочуть працювати по-старому. Вони підміняють ґрунт із добривами, який Кесоу везе на аналіз у місто, звичайною землею. Завдяки Камі, коханій дівчині Кесоу, істина спливає назовні, і винні покарані. У підсумку принцип підживлення посівів мінеральними добривами визнаний правильним.

## У ролях
- Едішер Магалашвілі — Кесоу Мірба
- Ліа Асатіані — Кама
- І. Гвінчідзе — епізод
- Олександр Оміадзе — Екуп
- Лейла Абашидзе — Ніно
- Георгій Шавгулідзе — Рашит
- Олександр Жоржоліані — Антон
- Шалва Гамбашидзе — Адамур
- Михайло Сараулі — Шаангер
- Коте Даушвілі
- Ірина Магалашвілі — секретарка
- Георгій Корідзе — Коста
- Вахтанг Нінуа — агроном

## Знімальна група
- Режисер-постановник і сценарист — Ніколоз Санішвілі
- Оператори — Олександр Дігмелов, Давид Канделакі
- Композитор — Арчіл Кереселідзе
- Художники — Крістесіа Лебанідзе, Реваз Мірзашвілі